# Kalba
Kalba (arabsky كلباء‎) je deváté nejlidnatější město ve Spojených arabských emirátech. Je třetím nejlidnatějších městem emirátu Šardžá, přičemž nemá se zbytkem emirátu přímé pozemní spojení a tvoří tak exklávu. Nachází se v zátoce na pobřeží Ománského zálivu, přičemž na tomto pobřeží je třetím nejlidnatějším městem Spojených arabských emirátů po Fudžajře a Chór Fakkánu nepočítaje rozdělenou Dibu. Ve městě žije 35 000 obyvatel. Nachází se necelých 10 km jižně od Fudžajry. Na jižním konci města je hraniční přechod s Ománem.

## Příroda
Jižně od města u hranic s Ománem se do pevniny zařezává úzká zátoka Chór Kalba, která je důležitou přírodní rezervací díky svým mangrovovým porostům.

## Historie
V 16. století bylo město ovládnuto Portugalci. V letech 1903 resp. 1936 až 1951 bylo město samostatným emirátem v rámci Smluvního Ománu.